# Sium rigidum
Sium rigidum är en flockblommig växtart som beskrevs av John Hill. Sium rigidum ingår i släktet vattenmärken, och familjen flockblommiga växter. Inga underarter finns listade i Catalogue of Life.